# Hýlovský památník
Hýlovský památník se nachází v obci Hýlov, části městečka Klimkovice v okrese Ostrava-město v Moravskoslezském kraji. Památník je koncipován jako odpočinkové místo s kamenným křížem. Na tomto místě stávala 300 let stará lípa, kterou zničila vichřice v r. 1947. Na její místo pak byly zasazeny nové lípy (2x lípa malolistá Tilia cordata a 1x lípa velkolistá Tilia platyphyllos), které jsou chráněny jako památné stromy. Na louce v okolí jsou umístěny dřevořezby. Památník i jeho okolí jsou veřejně přístupné a nabízejí výhledy do okolí.

## Další informace
Pod kopcem, na kterém je Hýlovský památník, protéká potok Polančice a říčka Porubka.
Přímo pod Hýlovským památníkem vede Tunel Klimkovice, který je součástí dálnice D1.

## Galerie

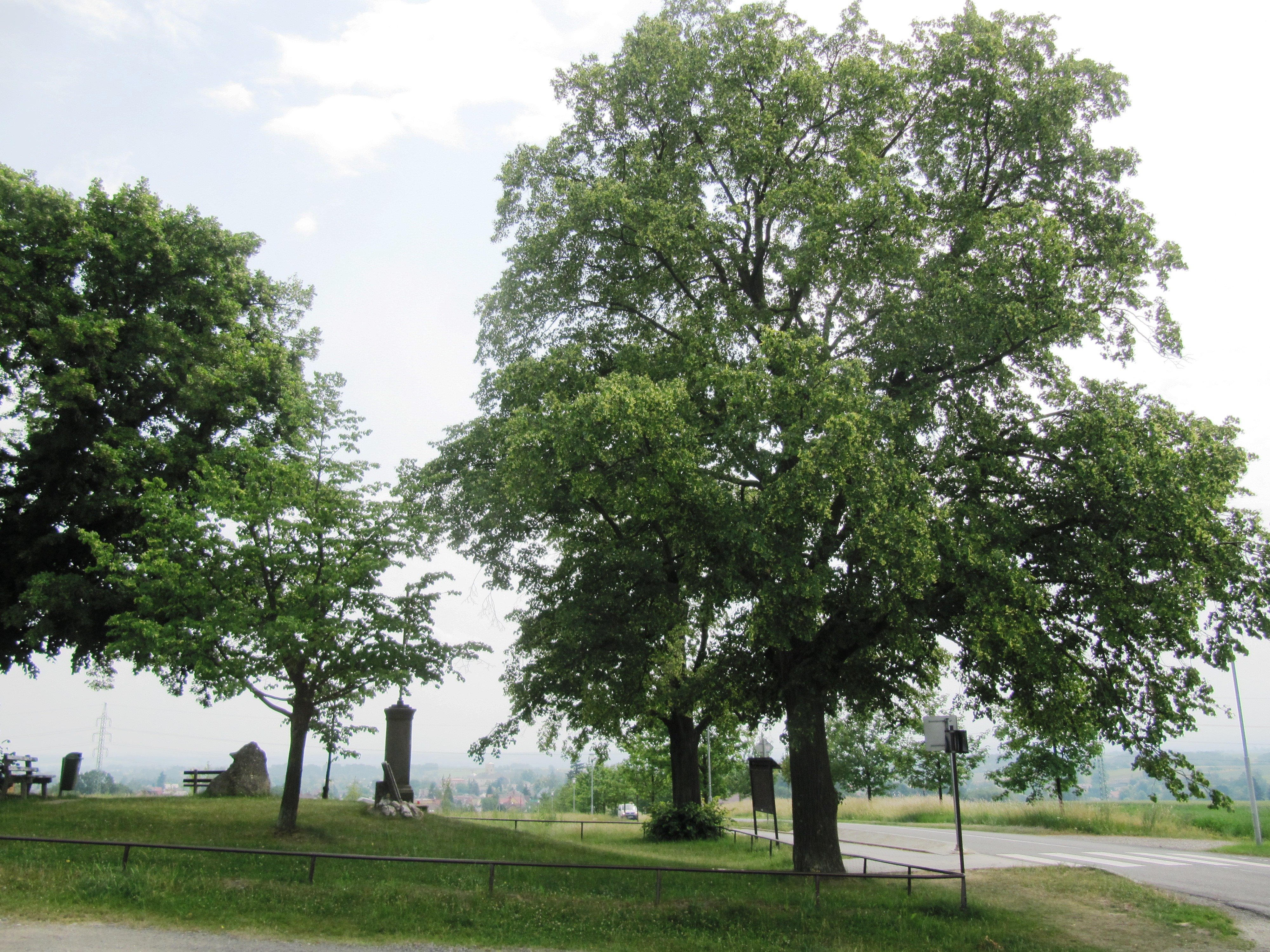